# ATP Challenger Dublin-2
Der ATP Challenger Dublin (offiziell: Dublin Challenger) war ein Tennisturnier, das von 1987 bis 1994 mit Ausnahme von in Dublin, Irland, stattfand. Es gehörte zur ATP Challenger Tour und wurde im Freien auf Sand gespielt.

## Liste der Sieger

### Einzel
| Jahr                         | Sieger         | Finalgegner       | Ergebnis      |
| ---------------------------- | -------------- | ----------------- | ------------- |
| 1994                         | David Prinosil | Radomír Vašek     | 6:3, 6:3      |
| 1993                         | Paolo Canè     | Jeremy Bates      | 6:3, 7:5      |
| 1992                         | Martin Damm    | Arne Thoms        | 6:3, 6:2      |
| 1990–1991: nicht ausgetragen |                |                   |               |
| 1989                         | Henrik Holm    | Cristiano Caratti | 6:0, 4:6, 6:3 |
| 1988                         | Neil Broad     | Tobias Svantesson | 7:6, 4:6, 6:3 |
| 1987                         | Gianluca Pozzi | Alexandre Hocevar | 7:5, 4:6, 6:2 |

### Doppel
| Jahr                         | Sieger                           | Finalgegner                      | Ergebnis      |
| ---------------------------- | -------------------------------- | -------------------------------- | ------------- |
| 1994                         | Danny Sapsford Chris Wilkinson   | Arne Thoms Fernon Wibier         | 7:6, 2:6, 6:3 |
| 1993                         | Mårten Renström Mikael Tillström | Todd Nelson Bent-Ove Pedersen    | 6:2, 3:6, 6:3 |
| 1992                         | Sander Groen Arne Thoms          | Douglas Geiwald Robbie Koenig    | 5:7, 6:4, 6:3 |
| 1990–1991: nicht ausgetragen |                                  |                                  |               |
| 1989                         | Ugo Colombini Paul Wekesa        | Ted Scherman Peter Wright        | 6:4, 6:4      |
| 1988                         | Neil Broad Stefan Kruger         | Marcos Hocevar Alexandre Hocevar | 4:6, 7:5, 7:6 |
| 1987                         | Pieter Aldrich Warren Green      | Jason Goodall Peter Wright       | 6:7, 6:4, 6:4 |